# Këndrevica
Die Këndrevica (albanisch Maja e Këndrevicës, selten auch Qëndrevica) ist ein 2122 m ü. A. hoher Gipfel in Südalbanien. Sie liegt im Qark Gjirokastra, 14 Kilometer Luftdistanz westlich von Tepelena und 22 Kilometer von der Küste der Albanischen Riviera entfernt. Die Këndrevica ist der höchste Punkt der Griba (albanisch auch Gribë, Mali i Gribës), des Bergzugs zwischen der Shushica im Westen und der Vjosa im Osten, der sich im Nordwesten bis gegen Amantia hinzieht. Sie erhebt sich über den Flusstälern und dem südlich angrenzenden Kurvelesh.
Mit einer Schartenhöhe von 1666 Metern gehört die Këndrevica zu den 70 prominentesten Bergen Europas. Die Griba ist einer der markantestens Berge Südalbaniens, die Këndrevica eine der höchsten Erhebungen.
Die Griba bildet einen nach Norden offenen, hufeisenförmigen Grat von etwa 23 Kilometern Länge, der nach Norden deutlich weniger steil abfällt als auf der Südseite. Im Südosten erreicht der Kamm in der Këndravica spitz zulaufend den höchsten Punkt. Der Südgrat ist rund vier Kilometer lang und fällt steil ins Kurvelesh ab; der nächstgelegene Ort hier ist Nivica. Östlich des Berges liegt das Tal von Salaria. Im Westen liegt im Tal des Smokthina-Baches das Dorf Vërmik. Die 14 Kilometer lange Straße von Salaria nach Nivica über den 1097 m ü. A. hohen Kresta-Pass an der Ostseite des Berges wurde 2021 ausgebaut und asphaltiert.

„Steiler wohl noch als Trebeshina und Shëndëli hebt sich der Rücken des Griba-Gebirges aus dem Bergland der Malakstra heraus. Die nordöstliche Gebirgsabdachung ist relativ flach, der SSW exponierte Hang steil. Der Gebirgsrücken gipfelt in der ca. 2100 m hohen Quendravica. [sic!] Jenseits des tiefen Einschnitts des Saliari-Tales A findet der Gebirgszug seine  morphologische und tektonische Fortsetzung im ähnlichen, aber etwas niedrigeren (ca. 1600 m) Trushnica-Rücken […] und schließlich in den Bergrücken zwischen Bençë und Talkessel von Luzat.“

Die Griba besteht aus Kalkstein des Mesozoikums. Herbert Louis beschreibt eine „riesenhafte Kalkmasse“, bestehend aus dem Griba, dem Kurvelesh und dem östlich angrenzenden Bergmassiv Trushnica (1568 m ü. A.), die sich nördlich an den Mali i Gjerë anschließt. Die Akademie der Wissenschaften schreibt einfach von den „Kurvelesh-Bergen“. Kare auf der Nord- und Ostseite des Gipfels deuten auf eine eiszeitliche Vergletscherung hin. Die Oberfläche der Këndrevica sind stark verkarstet. Es fehlt an Oberflächenwasser.

## Bilder

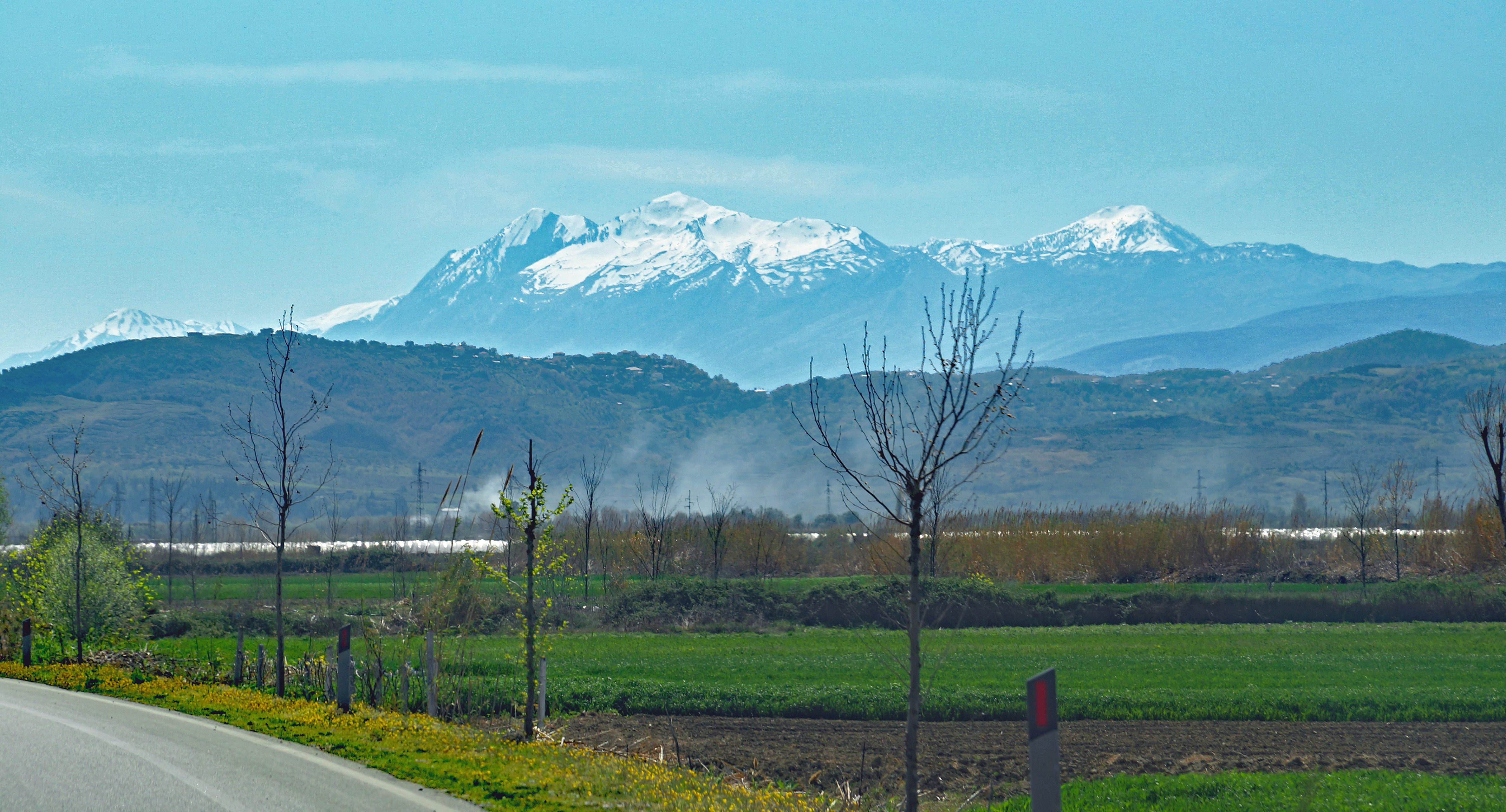
Nordseite der Griba aus der Distanz
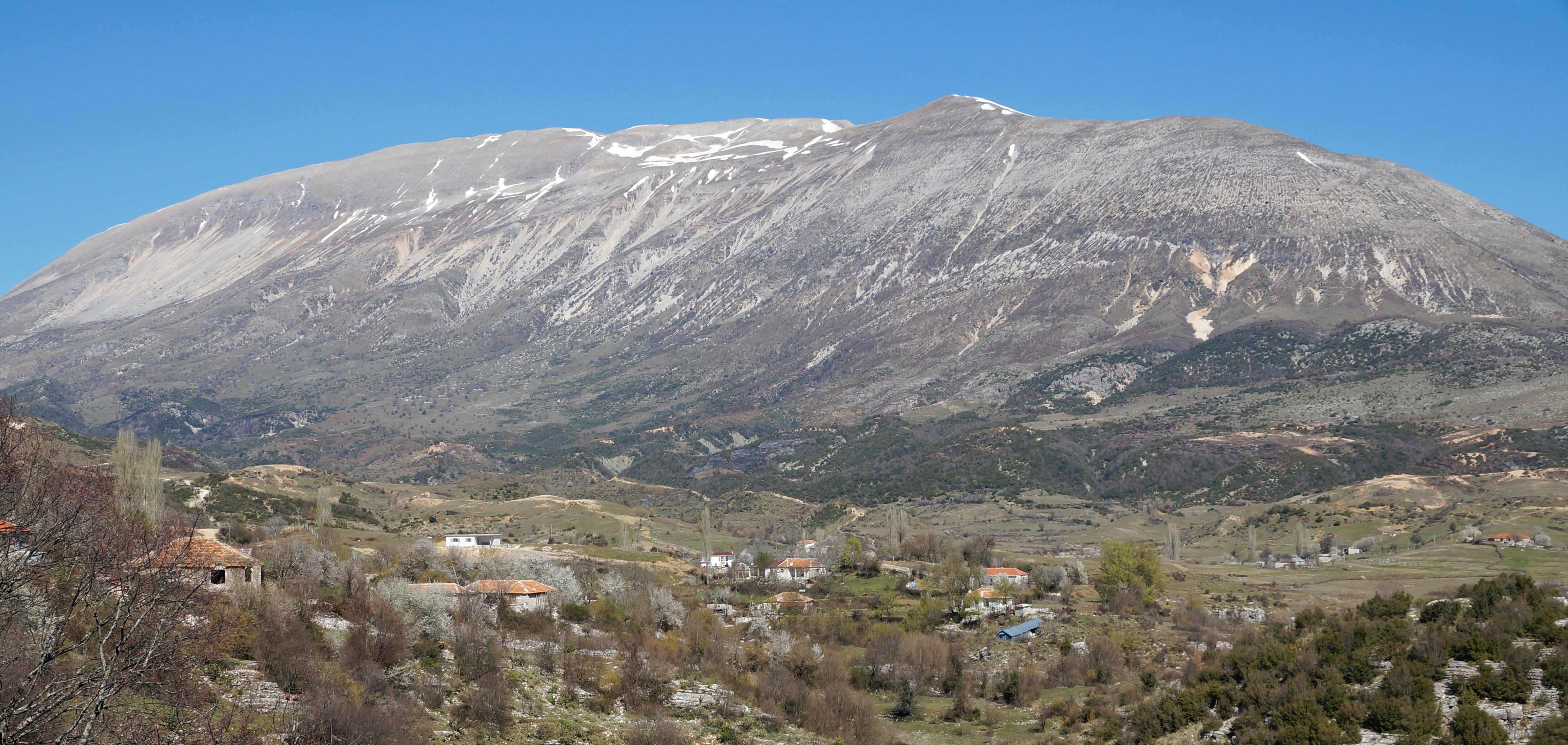
Südflanke der Këndrevica